# Județul Mehedinți
Pentru alte utilizări ale antroponimului și toponimului Mehedinți, vedeți Mehedinți (dezambiguizare).
Mehedinți este un județ în regiunile Oltenia și Banat, în sud-vestul României, pe granița cu Bulgaria și Serbia.Municipiul Orșova și trei comune se află în regiunea istorică a Banatului, iar restul județului se află în Oltenia. Reședința județului este municipiul Drobeta-Turnu Severin.

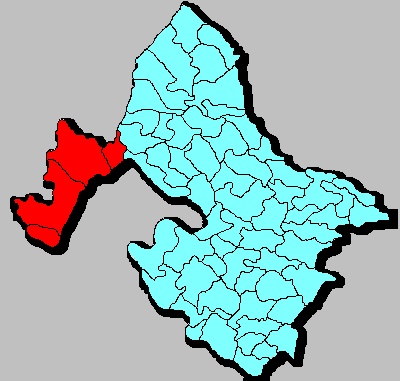
Localitățile bănățene sunt trecute în culoare roșie. Localitățile oltenești sunt trecute în culoare albastră

## Geografie
Suprafața județului se întinde pe 4.933 de km pătrați, iar județul are o populație de 234.339 locuitori. Asta face ca județul să aibă o densitate relativ mică de 47,5 locuitori pe km pătrat.
În nord-vest, sunt situați Munții Mehedinți, care ating și 1500 de metri. Munții fac parte din sudul Munților Carpați. Înălțimea scade spre est, trecând pe lângă dealuri cu înălțimi ridicate, care sunt la sfârșitul câmpiilor Române.
În sud, Dunărea traversează județul formând granița cu Bulgaria și Serbia. Pe Dunăre, se află reședința Drobeta Turnu Severin. Dunărea, formează văi, lacuri și altele.
Alt râu important, este Râul Motru, în est și afluentul Râul Jiu, în vest, Râul Cerna formează un pasaj între regiunea Oltenia și Banat.
Vecini: Bulgaria, regiunea Vidin
Serbia, în vest, sud-vest districtul Bor,
Caraș Severin, în nord vest,
Gorj în nord est,
Dolj în sud est

## Nume
Există două posibile origini ale cuvântului Mehedinți: una latină, ce ar deriva din anticul "Mediam", colonie romană de lângă localitatea "Mehadia" (Caraș-Severin) sau maghiară: "méhészkedés" - stupărit ("méh" însemnând albină). Imaginea albinelor în heraldica ținutului regiunii Mehedințiului pare să confirme cea de-a doua origine etimologică.
Conform istoricului Bogdan Petriceicu Hasdeu, în a sa Istorie Critică a Românilor, numele de Mehedinți vine de la Mehedinski, un termen slav desemnând teritoriul din jurul orașului Mehadia, oraș aflat pe teritoriul județului vecin Caraș Severin, la frontieră cu Mehedințiul.

## Istorie
Județul Mehedinți era menționat în opul lui Anton Maria Del Chiaro din 1718, drept unul dintre cele 17 județe ale Valahiei, fiind în acel moment alături de Jiul de Sus, Jiul de Jos, Vâlcea și Romanați sub ocupația imperialilor.

## Turism
Principalele destinații turistice sunt:
- Orașul Drobeta-Turnu Severin - Podul lui Traian
- Munții Mehedinți
- Porțile de Fier
- Mănăstirea Baia de Aramă
- Parcul Național Domogled - Valea Cernei
- Parcul Natural Porțile de Fier
- Geoparcul Platoul Mehedinți

De asemenea, în județ se află punctul de plecare pentru Via Transilvanica.

## Diviziuni administrative
Județul este format din 66 unități administrativ-teritoriale: 2 municipii, 3 orașe și 61 de comune.
Lista de mai jos conține unitățile administrativ-teritoriale din județul Mehedinți.
| Stemă              | Nume                  | Tip de localitate            | Populație          | Imagine            |
| Municipii și orașe | Municipii și orașe    | Municipii și orașe           | Municipii și orașe | Municipii și orașe |
| ------------------ | --------------------- | ---------------------------- | ------------------ | ------------------ |
|                    | Drobeta-Turnu Severin | municipiu reședință de județ | 92.617             |                    |
|                    | Orșova                | municipiu                    | 10.441             |                    |
|                    | Baia de Aramă         | oraș                         | 5.349              |                    |
|                    | Strehaia              | oraș                         | 10.506             |                    |
|                    | Vânju Mare            | oraș                         | 5.311              |                    |
| Comune             |                       |                              |                    |                    |
|                    | Bala                  | comună                       | 3.963              |                    |
|                    | Balta                 | comună                       | 1.120              |                    |
|                    | Braniștea             | comună                       | 1.827              |                    |
|                    | Breznița-Motru        | comună                       | 1.520              |                    |
|                    | Breznița-Ocol         | comună                       | 3.859              |                    |
|                    | Broșteni              | comună                       | 2.865              |                    |
|                    | Burila Mare           | comună                       | 2.239              |                    |
|                    | Butoiești             | comună                       | 3.344              |                    |
|                    | Bâcleș                | comună                       | 2.070              |                    |
|                    | Bâlvănești            | comună                       | 995                |                    |
|                    | Bălăcița              | comună                       | 2.830              |                    |
|                    | Cireșu                | comună                       | 572                |                    |
|                    | Corcova               | comună                       | 5.431              |                    |
|                    | Corlățel              | comună                       | 1.366              |                    |
|                    | Cujmir                | comună                       | 3.221              |                    |
|                    | Căzănești             | comună                       | 2.303              |                    |
|                    | Devesel               | comună                       | 3.287              |                    |
|                    | Dubova                | comună                       | 785                |                    |
|                    | Dumbrava              | comună                       | 1.574              |                    |
|                    | Dârvari               | comună                       | 2.490              |                    |
|                    | Eșelnița              | comună                       | 2.565              |                    |
|                    | Florești              | comună                       | 2.603              |                    |
|                    | Godeanu               | comună                       | 632                |                    |
|                    | Gogoșu                | comună                       | 3.799              |                    |
|                    | Greci                 | comună                       | 1.292              |                    |
|                    | Grozești              | comună                       | 1.990              |                    |
|                    | Gruia                 | comună                       | 3.030              |                    |
|                    | Gârla Mare            | comună                       | 3.382              |                    |
|                    | Hinova                | comună                       | 2.849              |                    |
|                    | Husnicioara           | comună                       | 1.393              |                    |
|                    | Ilovița               | comună                       | 1.316              |                    |
|                    | Ilovăț                | comună                       | 1.291              |                    |
|                    | Isverna               | comună                       | 2.145              |                    |
|                    | Izvoru Bârzii         | comună                       | 2.703              |                    |
|                    | Jiana                 | comună                       | 4.695              |                    |
|                    | Livezile              | comună                       | 1.678              |                    |
|                    | Malovăț               | comună                       | 2.780              |                    |
|                    | Obârșia de Câmp       | comună                       | 1.780              |                    |
|                    | Obârșia-Cloșani       | comună                       | 953                |                    |
|                    | Oprișor               | comună                       | 2.315              |                    |
|                    | Podeni                | comună                       | 854                |                    |
|                    | Ponoarele             | comună                       | 2.425              |                    |
|                    | Poroina Mare          | comună                       | 1.048              |                    |
|                    | Pristol               | comună                       | 1.457              |                    |
|                    | Prunișor              | comună                       | 2.029              |                    |
|                    | Punghina              | comună                       | 2.936              |                    |
|                    | Pădina                | comună                       | 1.469              |                    |
|                    | Pătulele              | comună                       | 3.636              |                    |
|                    | Rogova                | comună                       | 1.359              |                    |
|                    | Salcia                | comună                       | 2.794              |                    |
|                    | Stângăceaua           | comună                       | 1.367              |                    |
|                    | Svinița               | comună                       | 925                |                    |
|                    | Tâmna                 | comună                       | 3.260              |                    |
|                    | Vlădaia               | comună                       | 1.735              |                    |
|                    | Voloiac               | comună                       | 1.694              |                    |
|                    | Vrata                 | comună                       | 1.599              |                    |
|                    | Vânjuleț              | comună                       | 1.884              |                    |
|                    | Vânători              | comună                       | 1.964              |                    |
|                    | Șimian                | comună                       | 9.650              |                    |
|                    | Șișești               | comună                       | 2.959              |                    |
|                    | Șovarna               | comună                       | 1.270              |                    |